# 始蜥龍科
始蜥龍科（Eothyrididae）是群原始合弓綱動物，生存於二疊紀早期的北美洲。始蜥龍科是食蟲性動物，上頜骨具有犬齒型牙齒。
始蜥龍科與卡色龍科具有許多相同的特徵，例如口鼻部、外鼻孔的型態，卡色龍科可能演化自始蜥龍科。這兩個科組成卡色龍亞目。
目前已確定有兩個屬；始蜥龍、腫面蜥。始蜥龍只有發現頭骨，沒有發現身體部份。頭骨長度接近6公分，身長估計接近1公尺。始蜥龍科的頭骨寬而平坦，具有大型洞孔。始蜥龍的頜部大，上頜有犬齒型牙齒。腫面蜥已發現三個部分頭顱骨、一些四肢骨頭。腫面蜥的犬齒型牙齒較不明顯。其餘的牙齒較小、大小一致、銳利。科學家推測始蜥龍科是肉食性或食蟲性動物。 
始蜥龍科的化石都發現於北美洲的二疊紀早期地層。始蜥龍科與卡色龍科組成卡色龍亞目，卡色龍亞目是群原始合弓類，是真盤龍類的姐妹演化支。

## 外部連結
- Tree of Life（页面存档备份，存于）
- Palaeos Vertebrates 390.100 Synapsida
- Kheper.net
- The Paleobiology Database（页面存档备份，存于）